# Northrop Grumman Innovation Systems

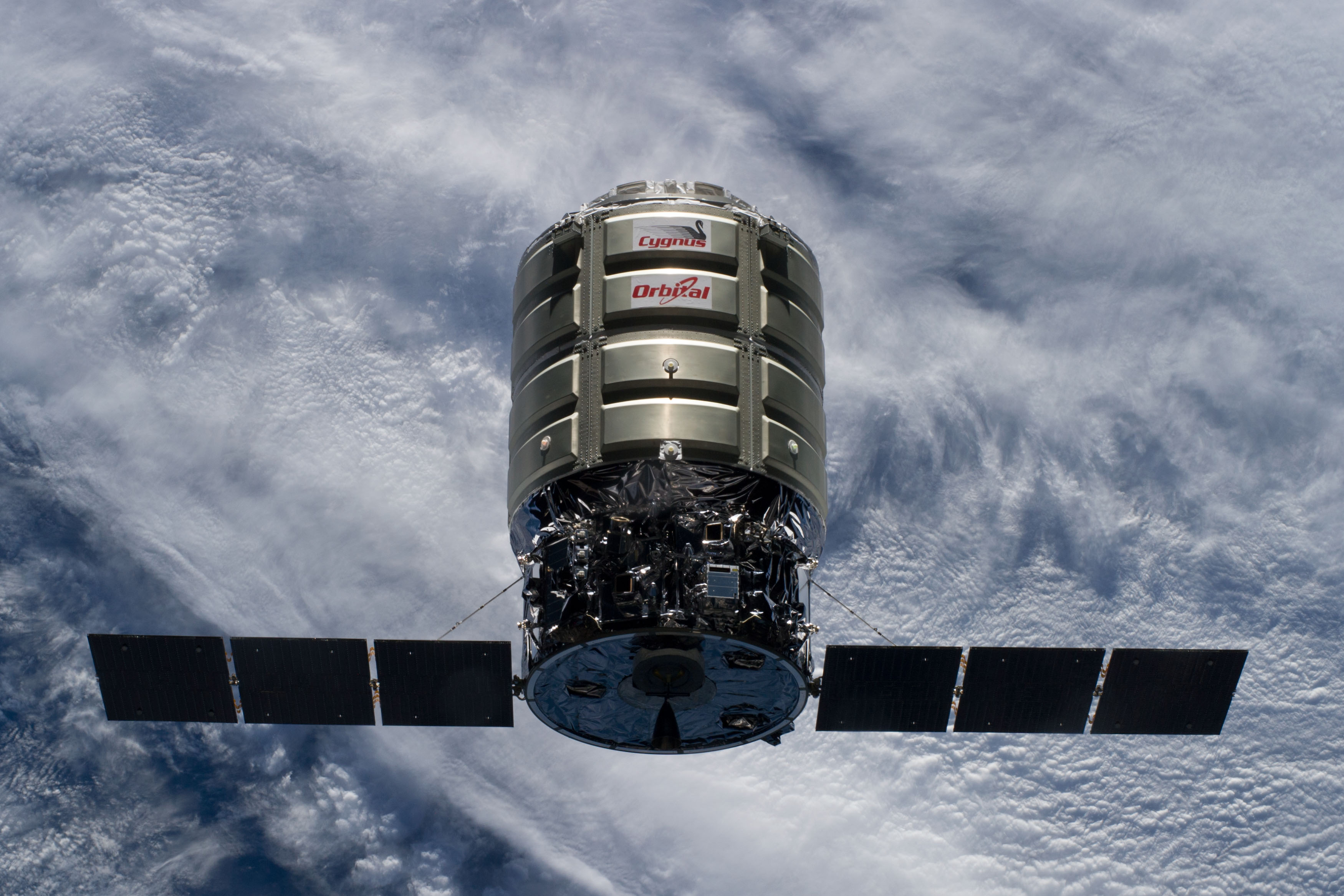
Het ruimteschip Cygnus, dat vracht vervoert naar het ISS ten behoeve van NASA

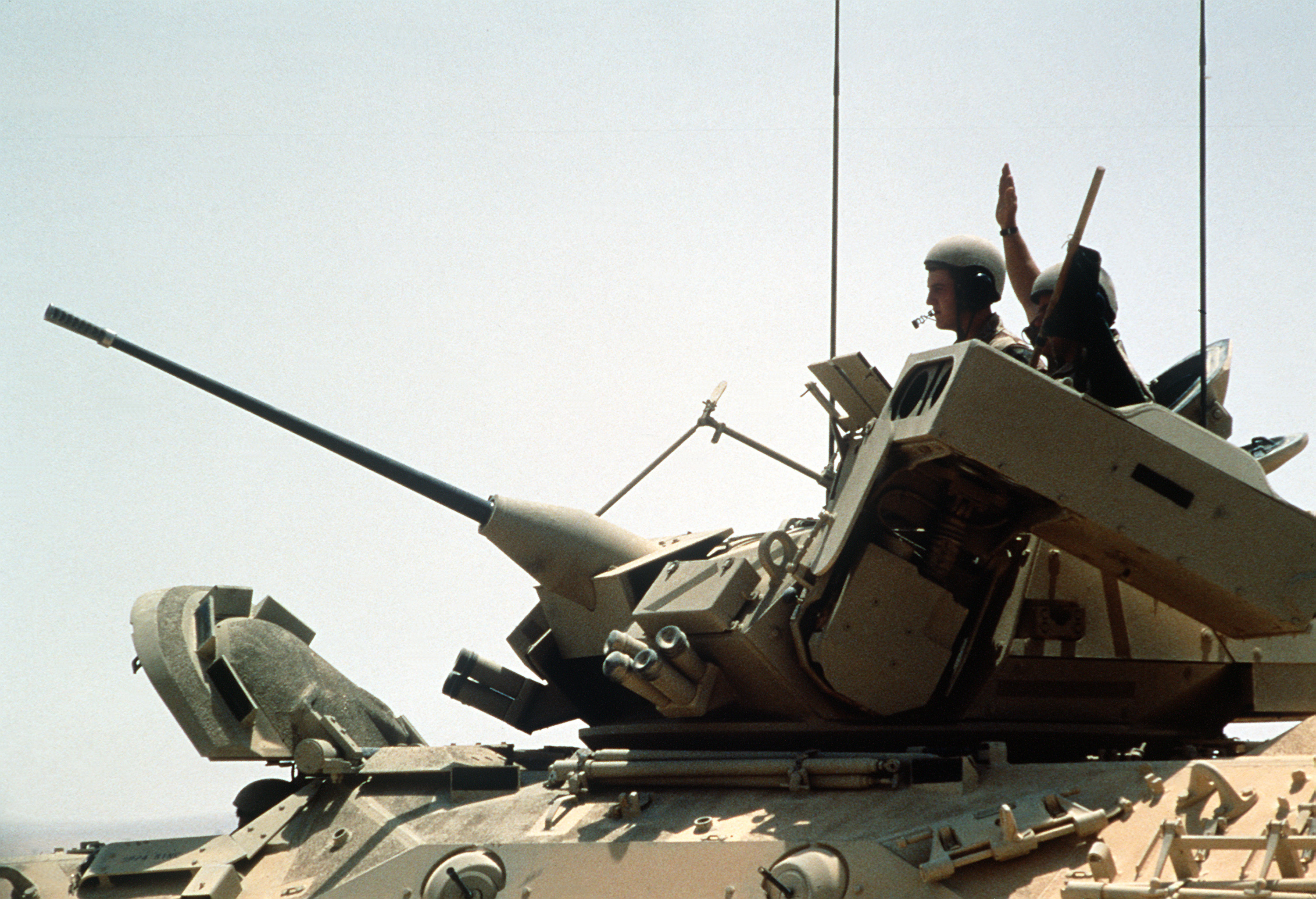
Een product van Orbital ATK: Het machinegeweer Bushmaster M242 standaard bewapening van de infanterie gevechtsvoertuig M2 Bradley

Northrop Grumman Innovation Systems (NGIS) was een tijdelijke zelfstandige divisie van Northrop Grumman waarin het 6 juni 2018 overgenomen Amerikaanse bedrijf voor ruimtevaart en wapentechniek Orbital ATK was ondergebracht.
Sinds 1 januari 2020 is Northrop Grumman gereorganiseerd waarbij de Innovation Systems divisie werd verdeeld over Northrop Grummans andere divisies. Het grootste deel kwam terecht in de nieuwe ruimtevaartdivisie Northrop Grumman Space Systems. Orbital ATK was in 2015 ontstaan uit een fusie van de bedrijven Orbital Sciences Corporation en Alliant Techsystems (ATK). ATK had eerder in 2007 het raketbouw bedrijf Thiokol, dat de solid rocket boosters van de Space Shuttle bouwde en onderhield, al overgenomen. NGIS activiteiten bestaan onder andere uit:
- Bouw en lancering van de draagraketten Antares, Minotaur en Pegasus
- Ontwikkeling van de OmegA, een modulaire intermediate tot heavy lift EELV-klasse draagraket. Met de toekenning van een Launch Service Agreements subsidie in oktober 2018 van de USAF is de verwezenlijking van deze raket zeker. De OmegA moet in 2021 debuteren.
- Bevoorrading van het ISS ten behoeve van NASA, met het Cygnus ruimtevrachtschip onder zowel CRS1- als CRS2-contracten.
- Aanpassing van de overgebleven Space Shuttle Solid Rocket Booster-motoren (SRM) voor gebruik in het Space Launch System van de NASA. Dit zijn de krachtigste raketmotoren ooit.
- Bouw van de Graphite-Epoxy Motors, SRM's die raketten van extra kracht voorzien. GEMs worden gebruikt op de Delta II (GEM-40), Delta IV (GEM-60), de Atlas V (GEM-63 vanaf 2019), de Vulcan (GEM-63XL vanaf 2020) en de OmegA (GEM-63XL).
- Vaste brandstof raketmotoren uit de Castor-serie.
- Vaste brandstof upperstages uit de Star serie die onder meer New Horizons en de Parker Solar Probe tot extreem hoge aardverlatingssnelheden boosten.
- Bouw van diverse militaire raketten en andere wapens.
- Bouw van diverse satellieten voor derden.
- Ontwikkeling van Mission Extension Vehicles. Ruimtevaartuigen die zich aan oude satellieten kunnen vastkoppelen waardoor zo de satellieten langer in bedrijf gehouden kunnen worden wanneer de brandstof van de satelliet zelf is opgebruikt. Het eerste MEV werd in oktober 2019 gelanceerd.

## Overname
Op 18 september 2017 maakte Orbital ATK de voorgenomen overname door Northrop Grumman bekend. Northrop Grumann betaalt hiervoor 9,2 miljard dollar.
Orbital ATK blijft een aparte divisie en Northrop Grumman is niet van plan Orbital ATK te reorganiseren. De mogelijkheden van Orbital ATK zouden een perfecte aanvulling op Northrop Grumman zijn en nauwelijks tot geen overlap hebben met hun andere divisies. Orbital ATK is sinds 6 juni 2018 onderdeel van Northrop Grumman en heet vanaf dat moment Northrop Grumman Innovation Systems.
Northrop Grumman heeft aangegeven het voormalige Orbital ATK niet direct groots te willen reorganiseren. Maar in de toekomst zouden wel enkele van de onderdelen naar een andere divisie kunnen worden verplaatst terwijl ook enkele Northrop Grumman onderdelen die goed bij Innovation Systems passen er in ondergebracht kunnen worden.

## Reorganisatie
Northrop Grumman gaf op 18 september 2019 aan het gehele bedrijf te reorganiseren. De naam Innovation Systems houdt op te bestaan en er komt een divisie genaamd Northrop Grumman Space Systems die onder leiding van Blake Larsson, die ook Innovation Systems leidde, komt te staan. Hierin worden ook de ruimtevaartactiviteiten die Northrop Grumman al voor de overname van Orbital ATK had, ondergebracht. Specifiek militaire systemen van NGIS worden ondergebracht in de divisie Northrop Grumman Defence Systems. De veranderingen worden per 1 januari 2020 doorgevoerd.